# Rádio Clube (Bagé)
A Rádio Clube FM, que foi originada no dial AM é uma estação de rádio brasileira com sede em Bagé, RS. Opera na freqüência 94.9 MHz FM. Pertencente a Aristides Kucera, é chamada de a "Princesinha das Rádios", por ser a terceira mais antiga e consequentemente, era a mais jovem entre as emissoras AM de Bagé. Desde 2018, opera no FM. Também recebeu vários nomes do rádio bageense ao longo de sua história.

## História
Segundo o Memorial Landell de Moura, em 14 de julho de 1965, foi publicada a notícia sobre a concorrência para a exploração de uma rádio-emissora, a qual foi vencedora a Rádio Clube de Bagé Ltda. Os diretores, na época, eram Sr. Aristides Kucera e Mário Nogueira Lopes.
Faziam parte da Rádio Clube de Bagé, além dos já citados, os senhores Jônio Salles, Eduardo Teixeira, jornalista Waldemar Reis, Álvaro Oscar Tavares, Darso Charão Moraes, Vilmar Monteiro, Benjamin Lopes Mello, Ney Machado Costa, Fredolino Hagg, Adeomar dos Santos e Francisco Bidone Costa.
A Rádio Clube funcionou ao longo da sua história no AM no prédio inacabado do Cine Hotel Consórcio. Em 2017, também recebeu autorização do Ministério das Comunicações para migrar para o FM.
Em 2018, a emissora mudou para o FM e de proprietários, que agora são Franco Alves e Vinícius Azevedo de Oliveira, além de mudar de estúdios duas vezes; em outubro, os estúdios passaram do Edifício Consórcio para um prédio na esquina das ruas Monsenhor Costábile Hipólito com General Osório; no ano seguinte, a rádio se muda para a Rua General Neto, próximo ao quartel da 3.ª Brigada de Cavalaria Mecanizada.
Meses após sua venda, o proprietário original da emissora, Aristides Kucera, veio a falecer. O foco da nova Clube, que tem como slogan "A rádio que ama Bagé", tem jornalismo e esporte.
Também realiza jornadas esportivas com a dupla Ba-Gua, que agora está na Divisão de Acesso em 2021. Grande parte da programação é interativa, com participação da comunidade pelo Whatsapp e transmissões da maior parte dos programas ao vivo pelo Facebook. Há o programa "Caneca Cheia", que fala de cultura pop com humor, apresentado por Lissandro Torres, Victor Dutra e Maurício Cavalheiro, das 12 às 13h30, de segunda à sexta-feira. Entraram ainda na programação da Clube os programas Tendências, nos sábados, das 8 às 10h, apresentado por Hadiene Moreira, sobre empreendedorismo; e o Mix 94, de segunda à sexta-feira, das 9 às 12h, com Flávio Silveira, veterano nas rádios bajeenses, com variedades, música, notícias e participação do ouvinte pelo telefone fixo e Whatsapp; e o Disco Club, com Antônio Augusto Saraiva, conhecido como Amado Saraiva, aos sábados, das 10 às 12h.
A emissora completou em 12 de junho de 2020, 50 anos de fundação e pretende realizar várias atividades para lembrar a data. A emissora muda novamente de sede, em 27 de junho, na mesma rua, mas chamada de Juvêncio Lemos, ao lado da Emater e em frente à Prefeitura local. Um programa de samba conhecido dos bajeenses na "velha Clube" retornou em 2021, que é "O Bom Sujeito", com João Costa Neto, de segunda à sexta-feira. Nos domingos, em julho, estreou o programa "Querência", apresentado por Paulo Moura das 8 às 12h, que saiu da Rádio Delta FM após anos de casa, em substituição ao programa "Canto, Trova e Poesia", que chegou ao fim em 2021 após a morte de um de seus apresentadores, Luis Henrique Lamadril, devido à covid-19.

## Programação

### Segunda à Sexta
| Horário     | Programa          | Apresentador(es)                                     | Repórter(es) |
| ----------- | ----------------- | ---------------------------------------------------- | ------------ |
| 6h - 8h     | Esteio Nativo     | Chicão Viçosa                                        | -            |
| 9h - 12h    | Mix 94            | Flávio Silveira                                      | -            |
| 12h - 13h30 | Caneca Cheia      | Lissandro Torres, Victor Dutra e Maurício Cavalheiro | -            |
| 13h30 - 17h | Tarde Show        | Marcelo Peres                                        | -            |
| 17h - 19h   | Mix 94 2.ª edição | Flávio Silveira                                      | -            |
| 19h - 20h   | A Voz do Brasil   | Governo Federal                                      |              |
| 22h - 00h   | O Bom Sujeito     | João Costa Neto                                      | -            |

### Sábado
| Horário     | Programa      | Apresentador(es)        | Repórter(es) |
| ----------- | ------------- | ----------------------- | ------------ |
| 6h - 8h     | Esteio Nativo | Chicão Viçosa           | -            |
| 8h - 10h    | Tendências    | Hadiene Moreira         |              |
| 10h - 12h   | Disco Club    | Antônio Augusto Saraiva | -            |
| 13h30 - 16h | Ritmos        | -                       | -            |
| 16h - 18h   | Sabadaço      | -                       | -            |
| 18h - 20h   | Sem Parar     | -                       | -            |
| 20h - 00h   | Noite 94      | -                       | -            |

### Domingo
| Horário   | Programa          | Apresentador(es)                               | Repórter(es) |
| --------- | ----------------- | ---------------------------------------------- | ------------ |
| 8h - 12h  | Querência         | Paulo Moura                                    | -            |
| 13 - 15h  | Alma de Campo     | Luciano Delgado                                | -            |
| 15h - 17h | Domingaço         | -                                              | -            |
| 15h       | Jornada Esportiva | Equipe de Esportes Rádio Clube ou Band SAT Sul |              |
|           |                   |                                                |              |